# Reserva de Marromeu
A Reserva Especial de Protecção de Búfalos de Marromeu é uma área de conservação ou área protegida de Moçambique.
Está localizada no distrito do mesmo nome e possui uma área de 1500 km². Faz parte do Complexo de Marromeu, um sítio Ramsar, ou seja, uma terra húmida de importância internacional.